# 橘子洲大橋
橘子洲大橋（きっししゅうだいきょう）は、中華人民共和国湖南省長沙市にある橋。別名は「湘江大橋」または「湘江一橋」。橘子洲大橋は岳麓区と芙蓉区を結んでいる。長さ1,250 m、幅76 m。橋には18つの橋脚がある。橋の両側は歩道。

## 歴史
1971年9月6日に正式に建設され、1972年10月1日に開通した。
2006年、「橘子洲大橋」に改称。

## 周辺
- 橘子洲